# Blekvide
Blekvide (Salix hastata) är en växtart i familjen videväxter.